# ディエゴ・デ・ソウザ・ガマ・シルバ
ディエゴ・ジ・ソウザ・ガマ・シウヴァ（ポルトガル語: Diego de Souza Gama Silva, 1984年3月22日 - ）は、ブラジル・サンパウロ出身の元プロサッカー選手。サッカー指導者。現役時代のポジションはミッドフィールダー、フォワード。
ヴィッセル神戸在籍時の登録名はディエゴ・ソウザ。

## 来歴
SEパルメイラスの下部組織の出身。ブラジル全国選手権2部に降格した2003年に活躍し、翌年の1部復帰の立役者となった。だがその後は伸び悩み、出場機会が激減。2005年にはエメルソン・レオン監督が就任したJ1・ヴィッセル神戸に期限付き移籍するも、レオン監督の辞任とクラブのチェコ路線変更のため、試合出場はプレシーズンマッチのボルトン・ワンダラーズFC戦のみにとどまった。
2006年、柏レイソルに期限付き移籍で加入した。J2リーグ戦で21ゴール、11アシストを記録するなど中心選手となり、クラブのJ1昇格の原動力となった。
2007年、所属元のパルメイラスと移籍金で折り合いが付かず柏を退団し、ウルグアイのCAレンティスタスを経てJ2・東京ヴェルディ1969へ期限付き移籍で入団。FWのフッキとのホットラインでゴールとアシストを量産し、J1昇格に貢献した。翌2008年からは東京Vへ完全移籍となり、チームの大黒柱として活躍。しかしシーズン最終盤にリーグ戦の警告累積による2試合出場停止と、天皇杯・広島戦で暴力行為による退場処分を受けたため2試合出場停止の、計4試合の出場停止となった。攻撃の軸であるディエゴを欠いた東京Vの得点力は急減し、ディエゴ抜きのリーグ戦残り4試合で1点しか得点できず、最終節に1年でのJ2再降格が決定した。
2009年に東京Vから京都サンガF.C.へ推定4億5千万円の移籍金で完全移籍。さらに移籍の条件として背番号10を与えるように要求した。
2011年より、チーム内での登録ポジションがFWに変更された。2月チームのキャプテンに就任。同年の6月に体調不良と家庭の事情で、2週間ほどブラジルに一時帰国している。その後J1チームでのプレーを希望したためモンテディオ山形への期限付き移籍が確定したが、この時点で既に山形のJ2降格が決定的(このシーズンでJ2降格)となっていたことなどから本人が契約の条項を盾に移籍を拒否し他クラブと競合となり、8月9日、ベガルタ仙台へ期限付き移籍。しかしチーム戦術に馴染めずリーグ戦では5試合無得点と結果を出せず、契約満了となり退団。
2014年よりモンテディオ山形に完全移籍。ホーム栃木戦でハットトリックを達成する。14ゴールを決め、チームのプレーオフ進出に貢献する。プレーオフでは負傷により準決勝のみの出場となったが1ゴールを決めチームの昇格に貢献した。
2015年チームが4年ぶりにJ1復帰。主に昨年と同じポジションでプレーした。J1リーグ34試合フル出場を果たし10ゴールを決め、チームの約半分の得点を上げた。
2016年シーズンをもって契約満了により山形を退団した。
2016年12月23日、カンピオナート・ブラジレイロ・セリエCのヴォルタ・レドンダFCと契約した。
2019年に現役を引退した。
2025年現在、マットグロッソ・ド・スル州リーグ2部のバタグアスで監督を務めている。

## 所属クラブ
ユース経歴
- 1997年 - 1998年  コリンチャンス ジュニオール[4]
- 1999年 - 2001年  パルメイラス ジュベニール[4]

プロ経歴
- 2002年 - 2006年  SEパルメイラス
  - 2002年  ジョインヴィレEC (期限付き移籍)
  - 2005年6月 - 同年8月  ヴィッセル神戸 (期限付き移籍)
  - 2006年  柏レイソル (期限付き移籍)
- 2007年  CAレンティスタス
  - 2007年  東京ヴェルディ1969 / 東京ヴェルディ (期限付き移籍)
- 2008年  東京ヴェルディ
- 2009年 - 2011年  京都サンガF.C.
  - 2011年8月 - 同年12月  ベガルタ仙台 (期限付き移籍)
- 2012年  アソシアソン・ポルトゥゲーザ・ジ・デスポルトス
- 2012年 - 2013年  ロボスBUAP[4]
- 2013年  アメリカFC (リオグランデ・ド・ノルテ州)
- 2014年 - 2016年  モンテディオ山形
- 2017年  ヴォルタ・レドンダFC
- 2017年 - 2019年  CAタボン・ダ・セーハ
  - 2018年  ECPPヴィトリア・ダ・コンキスタ (期限付き移籍)

## 個人成績
| 国内大会個人成績 | 国内大会個人成績 | 国内大会個人成績 | 国内大会個人成績 | 国内大会個人成績                           | 国内大会個人成績 | 国内大会個人成績 | 国内大会個人成績 | 国内大会個人成績 | 国内大会個人成績 | 国内大会個人成績 | 国内大会個人成績 |
| 年度             | クラブ           | 背番号           | リーグ           | リーグ戦                                   | リーグ戦         | リーグ杯         | リーグ杯         | オープン杯       | オープン杯       | 期間通算         | 期間通算         |
| 年度             | クラブ           | 背番号           | リーグ           | 出場                                       | 得点             | 出場             | 得点             | 出場             | 得点             | 出場             | 得点             |
| ブラジル         | ブラジル         | ブラジル         | ブラジル         | リーグ戦                                   | リーグ戦         | ブラジル杯       | ブラジル杯       | オープン杯       | オープン杯       | 期間通算         | 期間通算         |
| ---------------- | ---------------- | ---------------- | ---------------- | ------------------------------------------ | ---------------- | ---------------- | ---------------- | ---------------- | ---------------- | ---------------- | ---------------- |
| 2002             | パルメイラス     |                  | セリエA          | 5                                          | 0                |                  |                  | -                | -                |                  |                  |
| 2002             | ジョインヴィレ   |                  | セリエB          |                                            |                  |                  |                  | -                | -                |                  |                  |
| 2003             | パルメイラス     |                  | セリエB          | 33                                         | 1                |                  |                  | -                | -                |                  |                  |
| 2004             | パルメイラス     |                  | セリエA          | 1                                          | 1                |                  |                  | -                | -                |                  |                  |
| 2005             | パルメイラス     |                  | セリエA          |                                            |                  |                  |                  | -                | -                |                  |                  |
| 日本             | 日本             | 日本             | 日本             | リーグ戦                                   | リーグ戦         | リーグ杯         | リーグ杯         | 天皇杯           | 天皇杯           | 期間通算         | 期間通算         |
| 2005             | 神戸             | 32               | J1               | 0                                          | 0                | 0                | 0                | -                | -                | 0                | 0                |
| ブラジル         | ブラジル         | ブラジル         | ブラジル         | リーグ戦                                   | リーグ戦         | ブラジル杯       | ブラジル杯       | オープン杯       | オープン杯       | 期間通算         | 期間通算         |
| 2005             | パルメイラス     |                  | セリエA          |                                            |                  |                  |                  | -                | -                |                  |                  |
| 日本             | 日本             | 日本             | 日本             | リーグ戦                                   | リーグ戦         | リーグ杯         | リーグ杯         | 天皇杯           | 天皇杯           | 期間通算         | 期間通算         |
| 2006             | 柏               | 11               | J2               | 43                                         | 21               | -                | -                | 0                | 0                | 43               | 21               |
| ウルグアイ       | ウルグアイ       | ウルグアイ       | ウルグアイ       | リーグ戦                                   | リーグ戦         | リーグ杯         | リーグ杯         | オープン杯       | オープン杯       | 期間通算         | 期間通算         |
| 2007             | レンティスタス   | -                | 2部              | 0                                          | 0                | 0                | 0                | 0                | 0                | 0                | 0                |
| 日本             | 日本             | 日本             | 日本             | リーグ戦                                   | リーグ戦         | リーグ杯         | リーグ杯         | 天皇杯           | 天皇杯           | 期間通算         | 期間通算         |
| 2007             | 東京V            | 10               | J2               | 47                                         | 13               | -                | -                | 0                | 0                | 47               | 13               |
| 2008             | 東京V            | 10               | J1               | 29                                         | 11               | 4                | 0                | 1                | 0                | 34               | 11               |
| 2009             | 京都             | 10               | J1               | 33                                         | 9                | 6                | 0                | 2                | 1                | 41               | 10               |
| 2010             | 京都             | 10               | J1               | 33                                         | 6                | 6                | 3                | 2                | 1                | 41               | 10               |
| 2011             | 京都             | 10               | J2               | 8                                          | 0                | -                | -                | -                | -                | 8                | 0                |
| 2011             | 仙台             | 18               | J1               | 5                                          | 0                | 0                | 0                | 2                | 0                | 7                | 0                |
| ブラジル         | ブラジル         | ブラジル         | ブラジル         | リーグ戦                                   | リーグ戦         | ブラジル杯       | ブラジル杯       | オープン杯       | オープン杯       | 期間通算         | 期間通算         |
| 2012             | ポルトゥゲーザ   | 10               | セリエA          | 5                                          | 0                | 2                | 1                | -                | -                | 7                | 1                |
| メキシコ         | メキシコ         | メキシコ         | メキシコ         | リーグ戦                                   | リーグ戦         | コパMX           | コパMX           | オープン杯       | オープン杯       | 期間通算         | 期間通算         |
| 2012-13          | BUAP             | 10               | 2部              | 30                                         | 5                | 4                | 0                | -                | -                | 34               | 5                |
| ブラジル         | ブラジル         | ブラジル         | ブラジル         | リーグ戦                                   | リーグ戦         | ブラジル杯       | ブラジル杯       | オープン杯       | オープン杯       | 期間通算         | 期間通算         |
| 2013             | アメリカ-RN      | -                | セリエB          | 0                                          | 0                | -                | -                | -                | -                | 0                | 0                |
| 日本             | 日本             | 日本             | 日本             | リーグ戦                                   | リーグ戦         | リーグ杯         | リーグ杯         | 天皇杯           | 天皇杯           | 期間通算         | 期間通算         |
| 2014             | 山形             | 11               | J2               | 40                                         | 14               | -                | -                | 6                | 0                | 46               | 14               |
| 2015             | 山形             | 11               | J1               | 34                                         | 10               | 2                | 0                | 4                | 3                | 40               | 13               |
| 2016             | 山形             | 11               | J2               | 40                                         | 8                | -                | -                | 3                | 3                | 43               | 11               |
| 通算             | ブラジル         | ブラジル         | セリエA          | \|\|\|\|2\|\|1\|\|colspan="2"\|-\|\|\|\|\| |                  |                  |                  |                  |                  |                  |                  |
| 通算             | ブラジル         | ブラジル         | セリエB          | \|\|\|\|\|\|\|\|colspan="2"\|-\|\|\|\|\|   |                  |                  |                  |                  |                  |                  |                  |
| 通算             | ウルグアイ       | ウルグアイ       | 2部              | 0                                          | 0                | 0                | 0                | 0                | 0                | 0                | 0                |
| 通算             | メキシコ         | メキシコ         | 2部              | 30                                         | 5                | 4                | 0                | -                | -                | 34               | 5                |
| 通算             | 日本             | 日本             | J1               | 134                                        | 36               | 18               | 3                | 11               | 5                | 163              | 44               |
| 通算             | 日本             | 日本             | J2               | 178                                        | 56               | -                | -                | 9                | 3                | 187              | 59               |
| 総通算           | 総通算           | 総通算           | 総通算           | 312                                        | 92               | 24               | 4                | 20               | 8                | 356              | 104              |

その他の公式戦
- 2014年 
  - J1昇格プレーオフ 1試合1得点

- Jリーグ初出場 - 2006年3月4日 J2第1節 vs湘南ベルマーレ (日立台)
- Jリーグ初得点 - 2006年3月11日 J2第2節 vsザスパ草津 (群馬県立敷島公園県営陸上競技場)

## 代表歴
- ブラジル U-20代表
  - 2003年 - 2003年パンアメリカン競技大会（英語版） (準優勝)